# 트래킹 샷

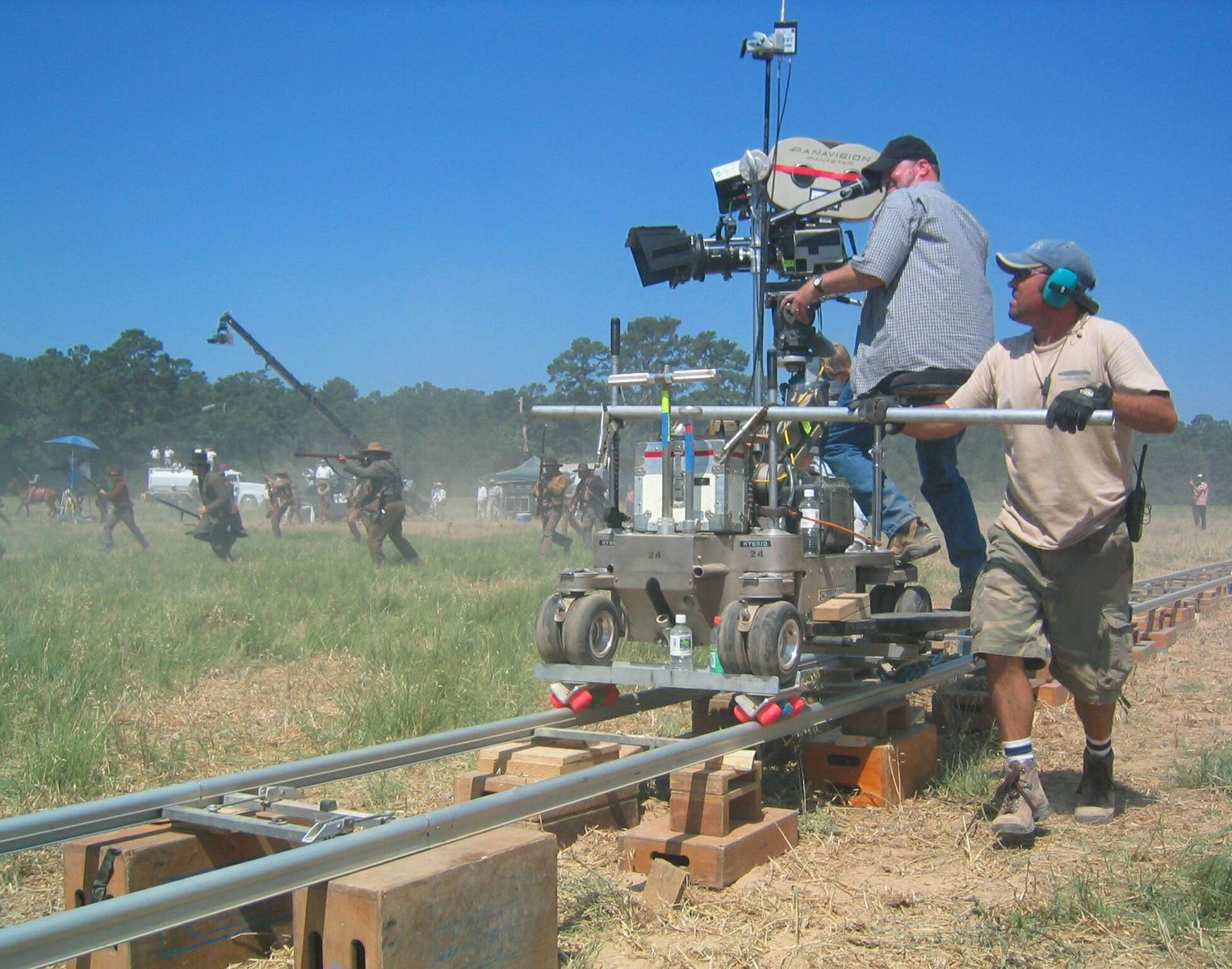
알라모 (2004년 영화) 촬영 중인 트래킹 샷은 전투 씬 중에 사용되었다.

트래킹 샷(Tracking shot, 트래킹 숏), 이동 촬영은 영화 촬영에서 카메라가 녹화 중인 피사체를 따라 뒤로, 앞으로 또는 이동하는 장면을 의미한다. 대부분 카메라의 위치는 캐릭터와 평행하여 옆으로 움직이는 모션을 만들어 캐릭터를 따라간다. 트래킹 샷은 카메라가 캐릭터 뒤나 앞을 따라가며 결과적으로 인워스(in-worth) 또는 아웃워스(out-worth) 움직임을 발생시키는 돌리 샷과 모션이 다르다. 종종 카메라는 철도 선로와 유사한 레일을 달리는 카메라 돌리에 장착된다. 이 경우 샷을 돌리 샷(dolly shot)이라고 한다. 소규모 제작에는 휴대용 스테디캠이나 짐벌을 사용할 수도 있다. 그런 다음 장면이 촬영되는 동안 카메라를 트랙을 따라 밀거나 휴대용 장비를 사용할 때 수동으로 이동한다. 효과는 움직이는 느낌을 만들어내고, 캐릭터나 사물을 따라가며, 몰입감을 만들어 시청자를 액션에 끌어들이는 데 사용될 수 있다.
이 기술은 움직이는 배우나 차량과 같이 프레임을 벗어나는 피사체(따라서 후속 샷이라고도 함)를 따라가는 데 자주 사용된다. 유사한 궤적을 따라가는 휴대용 또는 스테디캠 장착 카메라를 트래킹 샷이라고도 한다. 실제로 트래킹 샷에서는 수동 또는 전동식 운반 수단을 사용할 수 있으며 차량 또는 모드 간에 카메라를 전달하기 위한 신중한 계획이 포함될 수 있다. 핵심 아이디어는 카메라가 피사체와 평행하게 움직이는 반면, 트래킹 샷은 등거리를 유지하면서 피사체 주위를 회전하면서 원형 또는 반원형 방식으로 움직일 수 있다.
카메라 자체가 피사체와 함께 또는 피사체와의 관계에 따라 움직이는 이러한 종류의 샷을 카메라가 고정되어 있지만 축을 중심으로 오른쪽이나 왼쪽으로 회전하는 패닝(panning)과 혼동해서는 안 된다.

## 같이 보기
- 스테디캠